# Panicerevo, Stara Zagora
Panicerevo (în bulgară Паничерево) este un sat în comuna Gurkovo, regiunea Stara Zagora,  Bulgaria. 

## Demografie
Componența etnică a satului Panicerevo
     Romi (21,87%)
     Turci (8,86%)
     Bulgari (58,46%)
     Nicio identificare (10,79%)
La recensământul din 2011, populația satului Panicerevo era de 1.760 locuitori. Din punct de vedere etnic, majoritatea locuitorilor (58,46%) erau bulgari, existând și minorități de romi (21,87%) și turci (8,86%). Pentru 10,79% din locuitori nu este cunoscută apartenența etnică.